# Charles de Gaulle (R91)
O Charles de Gaulle é o navio-almirante da Marinha Nacional Francesa e o maior porta-aviões da Europa Ocidental. É o décimo porta-aviões francês, o primeiro navio de superfície francês de propulsão nuclear, e o primeiro e até agora único de propulsão nuclear concluído fora da Marinha dos Estados Unidos. Recebeu o nome do estadista francês e general Charles de Gaulle.
O navio transporta um complemento de Dassault Rafale M e aeronaves E-2C Hawkeye, bem como eletrônicos modernos e misseis. É um porta-aviões do tipo CATOBAR, que utiliza uma versão mais curta do sistema de catapultas instalados nos porta-aviões da Classe Nimitz.